# اسم رمز عبدل
اسم رمز عبدل (انگلیسی: Code Name Abdul)فیلم هندی جاسوسی دلهره‌آور هندی-زبان، تولید سال ۲۰۱۷ است که کارگردان آن ایشوار گونتورو بود. بازیگر اصلی فیلم، تانیشا موکرجی خواهر کوچکتر بازیگر هندی کاجول است. ماجرای فیلم حول یک مأموریت سری است که برای آرای‌دابلیو (RAW) تعیین شده‌است. فیلم روز ۱۰ دسامبر ۲۰۲۱ اکران شد.